# Regina madre

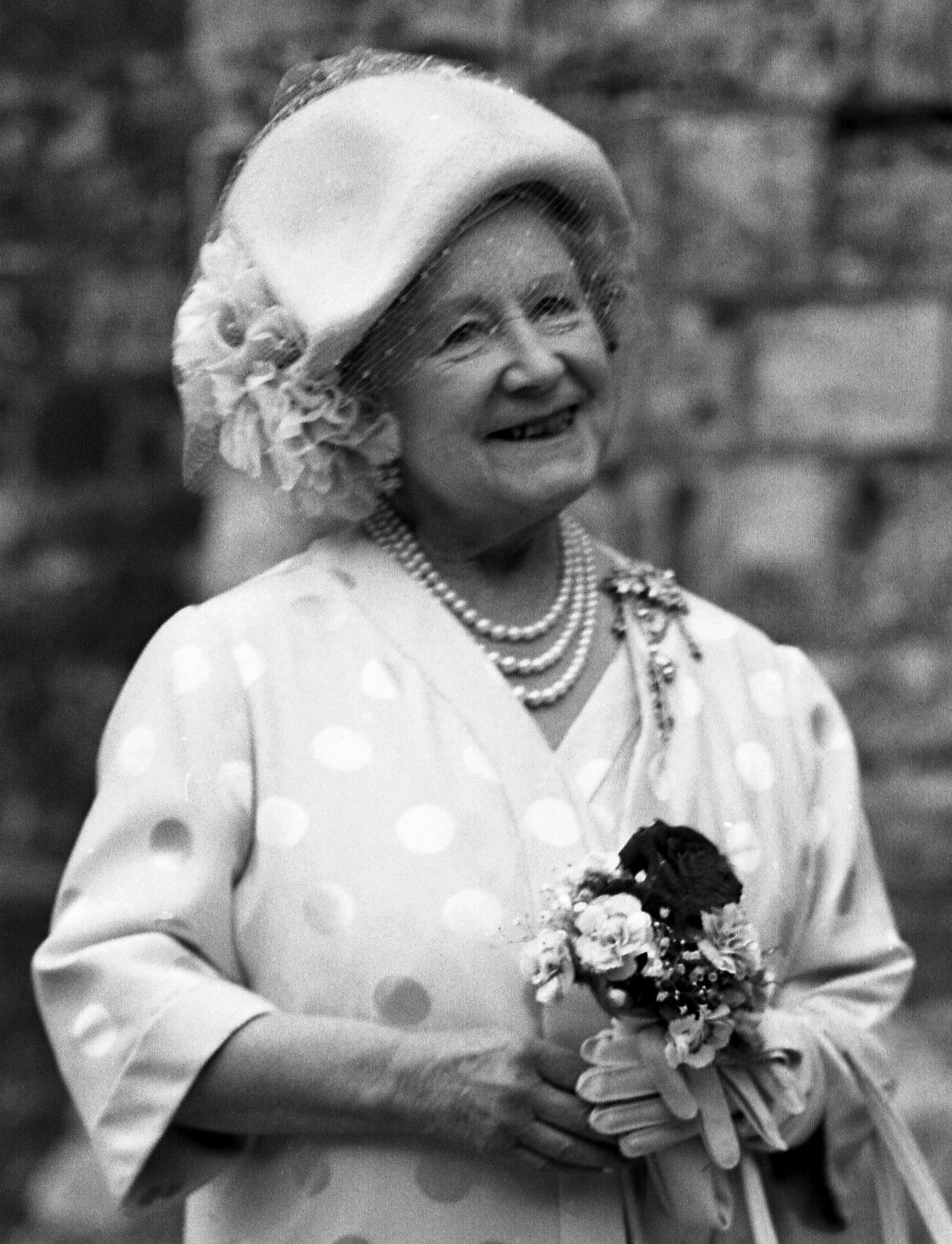
Elizabeth Bowes-Lyon, madre di Elisabetta II del Regno Unito e, fino alla morte, regina madre del Regno Unito

Regina madre è il titolo riconosciuto a una regina vedova il cui figlio o figlia (nato dal matrimonio col re defunto) sia il monarca regnante.
Pur essendo originaria delle monarchie ereditarie europee, l'espressione viene utilizzata per indicare concetti simili, anche se lievemente differenti, in molte culture extraeuropee, oppure retroattivamente per culture dell'antichità.

## Reggenze
La regina consorte, normalmente, non ha diritto di succedere al marito dopo la morte di quest'ultimo. Tuttavia, non sempre questo accade: a volte, infatti, la regina consorte di un re defunto ha avuto le funzioni di reggente, mentre suo figlio, l'erede al trono, era ancora minorenne, diventando così regina madre. Ecco alcuni casi in cui questa situazione si è verificata:
- Teodolinda, madre di Adaloaldo
- Teofano, madre di Ottone III
- Anna di Kiev, madre di Filippo I di Francia
- Bianca di Castiglia, madre di Luigi IX di Francia
- Caterina de' Medici, madre di Francesco II di Francia, Carlo IX di Francia ed Enrico III di Francia
- Maria de' Medici, madre di Luigi XIII di Francia
- Anna d'Asburgo, madre di Luigi XIV di Francia
- Maria Anna d'Asburgo madre di Carlo II di Spagna
- Maria di Guisa, madre di Maria Stuarda
- Maria Cristina di Borbone-Due Sicilie, madre di Isabella II di Spagna
- Maria Cristina d'Austria, madre di Alfonso XIII di Spagna
- Elena di Grecia, madre di Michele I di Romania
- Maria Antonietta d'Asburgo-Lorena, madre di Luigi XVII di Francia
- Munjeong, madre di Myeongjong di Joseon
- Emma di Waldeck e Pyrmont, madre di Guglielmina dei Paesi Bassi
- Cixi, madre dell'Imperatore Tongzhi della Dinastia Qing
- Ntfombi dello Swaziland, madre di Mswati III
- 'Mamohato Bereng Seeiso, madre di Letsie III del Lesotho

## Re padre
L'equivalente maschile di una regina madre, ovvero un ex monarca o consorte maschio che è il padre del monarca regnante, è talvolta noto come "re padre" o un'altra variante basata sul titolo del monarca o consorte. Se un re abdica e passa il trono al figlio, o se una regina regnante abdica o muore e le sopravvive il marito, egli potrebbe acquisire un titolo sostanziale.

### Esempi
- Il re Norodom Sihanouk della Cambogia fu definito "Sua Maestà il re Padre Norodom Sihanouk" quando abdicò al trono in favore di suo figlio, Norodom Sihamoni.
- Jigme Singye Wangchuck divenne il re padre del Bhutan dopo aver abdicato in favore del figlio, Jigme Khesar Namgyel Wangchuck.
- Hamad bin Khalifa Al Thani è diventato il "Padre Emiro" del Qatar dopo la sua abdicazione come emiro in favore di suo figlio, Tamim bin Hamad Al Thani.
- Dopo l'abdicazione di re Alberto II del Belgio nel 2013, il suo titolo è stato abbreviato in Sua Maestà Re Alberto (come fece re Leopoldo III); è il padre di re Filippo del Belgio.
- Dopo che il sultano Omar Ali Saifuddien III del Brunei abdicò, divenne il "Begawan Sultan" o il sultano padre. Gli fu dato il titolo di "Sua Maestà il Sultano-Padre", o in malese, Duli Yang Teramat Mulia Paduka Seri Begawan Sultan, e questa carica divenne vacante quando morì.
- Francesco, duca di Cadice, re consorte di Isabella II di Spagna, era il padre di Alfonso XII di Spagna.
- Ferdinando II del Portogallo, re jure uxoris di Maria II del Portogallo, fu re padre di Pietro V del Portogallo e Lugi I del Portogallo.
- Dopo la sua abdicazione, Ludovico I di Baviera divenne re e padre di Massimiliano II di Baviera.
- Nell'ex Impero cinese, un monarca vivente che passava il trono al figlio era chiamato Taishang Huang. Questo titolo fu conferito per ultimo all'imperatore Qianlong.